# Ashesi University

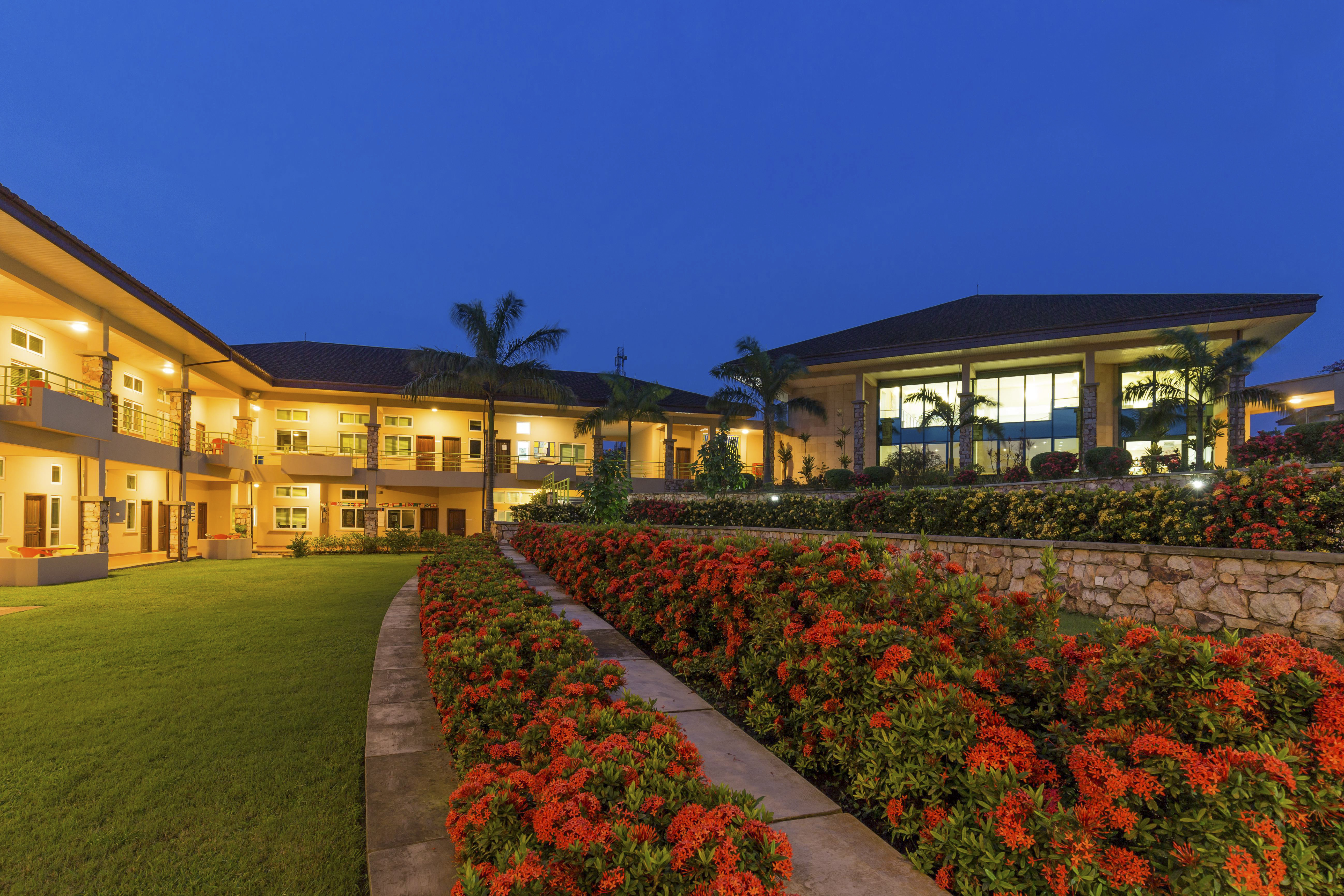
Der erste akademische Hof

Die Ashesi University (dt. Ashesi-Universität; AU; auch Ashesi University College; AUC) in Berekuso, in der Nähe von Accra, ist eine Hochschule in Ghana. Der Name Ashesi ist aus der Sprache der Akan entliehen und bedeutet Anfang. Es soll für den Beginn eines neuen Bildungsansatzes in der ghanaischen Hochschulerziehung stehen.

## Studierende
Die Ashesi-Universität wurde 2002 von dem Ingenieur Patrick Awuah gegründet, der in den USA studiert und gearbeitet hat. Im Jahr 2002 studierten lediglich 30 Studenten an der Universität. Diese Zahl stieg dann im Jahr 2003 auf 60 Studenten, im Jahr 2004 auf 136, 2005 auf 218 und im Jahr 2006 auf 280 Studenten an. Unter den Studenten stieg der Anteil weiblicher Studierender von anfangs 27 Prozent stetig auf nunmehr 40 Prozent der Gesamtzahl an. Die Studenten kommen nicht nur aus Ghana, sondern aus Benin, Cote d’Ivoire, Äquatorialguinea, Äthiopien, Kenia, Libanon, Liberia, Nigeria, Palästina, Sierra Leone, Sudan, Togo und den USA.
Die Ashesi-Universität habe den Anspruch, „zukünftige Führungspersönlichkeiten“ auszubilden, berichtet Der Spiegel im November 2019. „Die Hälfte der mehr als 2000 Studierenden und Absolventen aus 28 Ländern werden finanziell über einen Stipendiumstopf der Universität unterstützt. Zurückgezahlt werden muss nichts.“

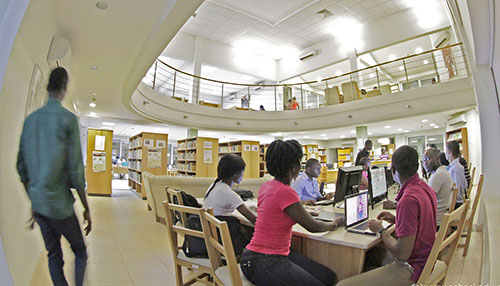
Die Unibibliothek (Todd & Ruth Warren Library)

## Kurse
An der Ashesi-Universität können die Studenten Abschlüsse in Betriebswirtschaftslehre, Informatik und Management/Informationswissenschaften ablegen. Die Universität stellt daneben ein breites Spektrum an Kursen aus den Bereichen Afrikanische Studien und der freien Künste (engl. Liberal Arts Core) zur Verfügung.